# 夏洛特的网 (1973年电影)
《夏洛特的网》（英語：Charlotte's Web）是一部於1973年上映的美國動畫電影，由Hanna-Barbera改编自美国散文名家E·B·懷特在1952年所著的同名童话。影片由派拉蒙電影公司於1973年3月1日發行，导演是查尔斯·尼科斯和高本嚴。电影和小说一样讲述了一只叫做夏洛特的蜘蛛与一只叫韦伯的猪的友谊。影片在1973年2月22日于纽约上映，并且其后分别在1973年3月30日、8月11日及8月25日于西德，瑞典和日本上映。
派拉蒙電影公司在2003年推出《夏洛特的网》的续集《夏洛特的网2：韦伯历险记》。

## 劇情
約翰·阿爾伯的農莊裡生了一群小豬，其中之一相當矮小，所以阿爾伯決定要「處理掉牠」。然而，他的女兒芬兒知道了這隻小豬的命運，她告訴父親因為小豬太小就殺了牠很荒謬，最後救了小豬一命。芬兒開始養這隻豬，並為牠取名為「韋柏」。然而，在養了六周以後，約翰·阿爾伯告訴芬兒這隻豬該賣掉了（牠的手足都已經被賣掉了）。芬兒在小豬被賣給叔叔霍莫·朱克曼向牠道別。當韋柏想和一頭綿羊玩時，綿羊的父親（一隻公羊）說羊不和豬玩，因為他們不久就會變成煙燻培根和火腿。韋柏開始哭，說牠不想死，但一道來自上面的聲音告訴牠要振作些。隔天她寫了首關於「振作」的歌，並以蜘蛛夏綠蒂的身分現身named夏綠蒂。她靠在蜘蛛網上寫訊息救了韋柏。夏綠蒂最後死了，雖然她511個孩子離開了穀倉（她共有514個孩子），仍有三個留下了。但不論韋柏有多愛他們，他們都不能取代對夏綠蒂的記憶。

## 配音演员
- 亨利·吉布森（英语：Henry Gibson） 饰演 韦伯
- 黛比·雷诺 饰演 夏綠蒂·A·卡瓦蒂卡
- 保罗·林德（英语：Paul Lynde） 饰演 坦伯顿
- 阿格尼丝·穆尔黑德 饰演 鹅
- Don Messick（英语：Don Messick） 饰演 Jeffrey
- Herb Vigran（英语：Herb Vigran） 饰演 盧維
- Pamelyn Ferdin（英语：Pamelyn Ferdin） 饰演 芬兒·艾瑞博
- 玛莎·斯科特 饰演 阿爾太太
- Bob Holt（英语：Bob Holt (actor)） 饰演 霍莫·朱克曼
- 約翰·Stephenson（英语：John Stephenson (actor)） 饰演 約翰·阿爾
- 丹尼·博纳杜斯（英语：Danny Bonaduce） 饰演 艾弗利·阿爾
- 威廉·B·懷特 饰演 Henry Fussy
- Dave Madden（英语：Dave Madden） 饰演 公羊等角色
- Joan Gerber（英语：Joan Gerber） 饰演 艾蒂絲·扎克曼与Fussy太太
- 雷克斯·艾伦（英语：Rex Allen） 饰演 旁白

## 電影歌曲
1. "Chin Up"
2. "I Can Talk!"
3. "A Veritable Smorgasbord"
4. "Zuckerman's Famous Pig"
5. "We've Got Lots In Common"
6. "Mother Earth and Father Time"
7. "There Must Be Something More"
8. "Deep In The Dark/Charlotte's Web"